# بازی (آلبوم موسیقی)
بازی نام پنجمین آلبوم داوود سرخوش می‌باشد که در مارس ۲۰۱۰ از ملبورن استرالیا منتشر شد. این آلبوم شامل ۷ ترانه می‌باشد. بعضی آهنگ‌های این آلبوم توسط منصور رستگار و بقیه ترانه‌ها توسط خود داوود سرخوش ساخته شده‌است.

## فهرست آهنگ‌ها
این آلبوم شامل هفت ترانه می‌باشد.
| ردیف | آهنگ      | مدت  |
| ۰۱   | همسایه    | ۴:۲۸ |
| ۰۲   | بازی      | ۵:۰۳ |
| ۰۳   | بهار      | ۴:۰۷ |
| ۰۴   | تو با منی | ۳:۳۷ |
| ۰۵   | تنها      | ۴:۵۵ |
| ۰۶   | پاتو      | ۶:۰۰ |
| ۰۷   | شهرستانی  | ۵:۴۱ |

## همکاران
همکاران این آلبوم:
- وکال، دمبوره: داوود سرخوش
- بیس: بردیا بندیکت خشایاری
- درام: حسین رستگار
- گیتار: منصور رستگار
- کیبورد: ولفگانگ توکنر
- ضبط: مجارستان / سوپرون و وین
- میکس و مستر: Missing Link Rekordz، وین
- ویرایش کامپیوتری: بردیا بندیکت خشایاری
- گرافیک حبیب پیمان